# Списак вулкана у Азербејџану
Списак вулканских купа не територији данашње Азербејџана.
| Име          | Висина | Висина | Локација                                  | Последња ерупција |
| Име          | метара | стопа  | Координате                                | Последња ерупција |
| Ахарбахар    | 2.800  | 9.186  | 40° 01′ С; 45° 47′ И / 40.02° С; 45.78° И | 778. п. н. е.     |
| Бојук Ишикли | 3.652  | 11.653 | 39° 58′ С; 46° 17′ И / 39.96° С; 46.28° И | Непознато         |
| Карцкар      | 3.000  | 9.842  | 39° 44′ С; 46° 01′ И / 39.73° С; 46.02° И | 3000. п. н. е.    |